# Paweł Adamowicz

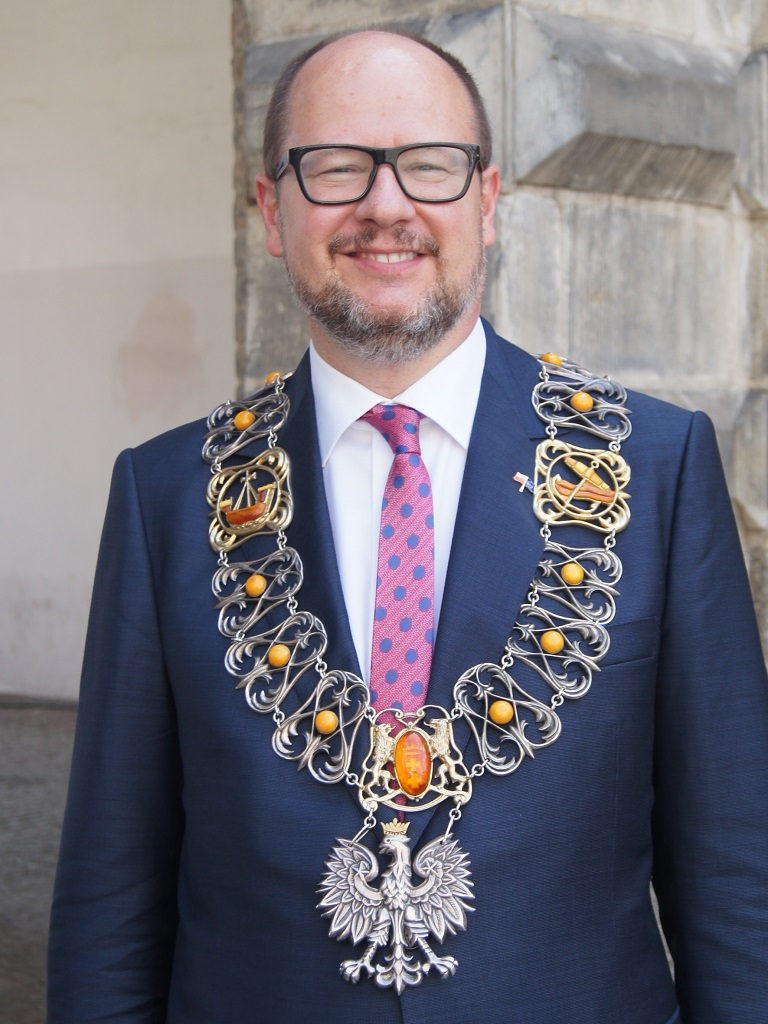
Paweł Adamowicz (2018)

Paweł Bogdan Adamowicz (* 2. November 1965 in Danzig; † 14. Januar 2019 ebenda) war ein polnischer Kommunalpolitiker und von 1998 bis zu seinem Tod Stadtpräsident von Danzig. 2001 bis 2015 gehörte er der Bürgerplattform (Platforma Obywatelska) an. Er wurde 2019 von einem Attentäter getötet.

## Leben
Adamowicz’ Familie war nach dem Zweiten Weltkrieg im Zuge der Zwangsumsiedlung von Polen aus den ehemaligen polnischen Ostgebieten 1944–1946 aus der Region um Vilnius nach Danzig zwangsumgesiedelt worden. Nach dem Abitur am Nikolaus-Kopernikus-Lyzeum studierte er Jura an der Universität Danzig. Während des Studiums beteiligte er sich 1988 an Studentenstreiks, wobei er auch Mitglied des Streikkomitees war. 1989 schloss er das Studium ab und arbeitete als wissenschaftlicher Assistent an der Universität Danzig. 1990 bis 1993 war er Prorektor für studentische Angelegenheiten.
Bei den Selbstverwaltungswahlen 1990 wurde Adamowicz für das Bürgerkomitee der Solidarność erstmals in das Stadtparlament von Danzig gewählt, dessen Präsident er 1994 wurde. Von 1990 bis 1993 gehörte er dem Kongres Liberalno-Demokratyczny und anschließend der Partia Konserwatywna und der Stronnictwo Konserwatywno-Ludowe (SKL) an. 1998 wurde er auf der Liste des Wahlbündnisses Akcja Wyborcza Solidarność, an dem sich die SKL beteiligt hatte, erneut in den Stadtrat gewählt. Anschließend wählte dieser ihn zum Stadtpräsidenten. Bei der Kommunalwahl 2002 wurde er mit 72 % im zweiten Wahlgang wiedergewählt. 2006, 2010 und 2014 wurde er jeweils im ersten Wahlgang im Amt bestätigt. Bei der Kommunalwahl 2018 trat Adamowicz mit der von ihm gegründeten Wählervereinigung „Alles für Danzig“ (Wszystko dla Gdańska) an und verteidigte sein Amt im zweiten Wahlgang mit 64,8 % der Stimmen gegen den PiS-Kandidaten Kacper Płażyński.
Papst Johannes Paul II. verlieh ihm 2001 den Orden Pro Ecclesia et Pontifice und der damalige polnische Präsident Aleksander Kwaśniewski 2003 das Silberne Verdienstkreuz der Republik Polen.

## Tod

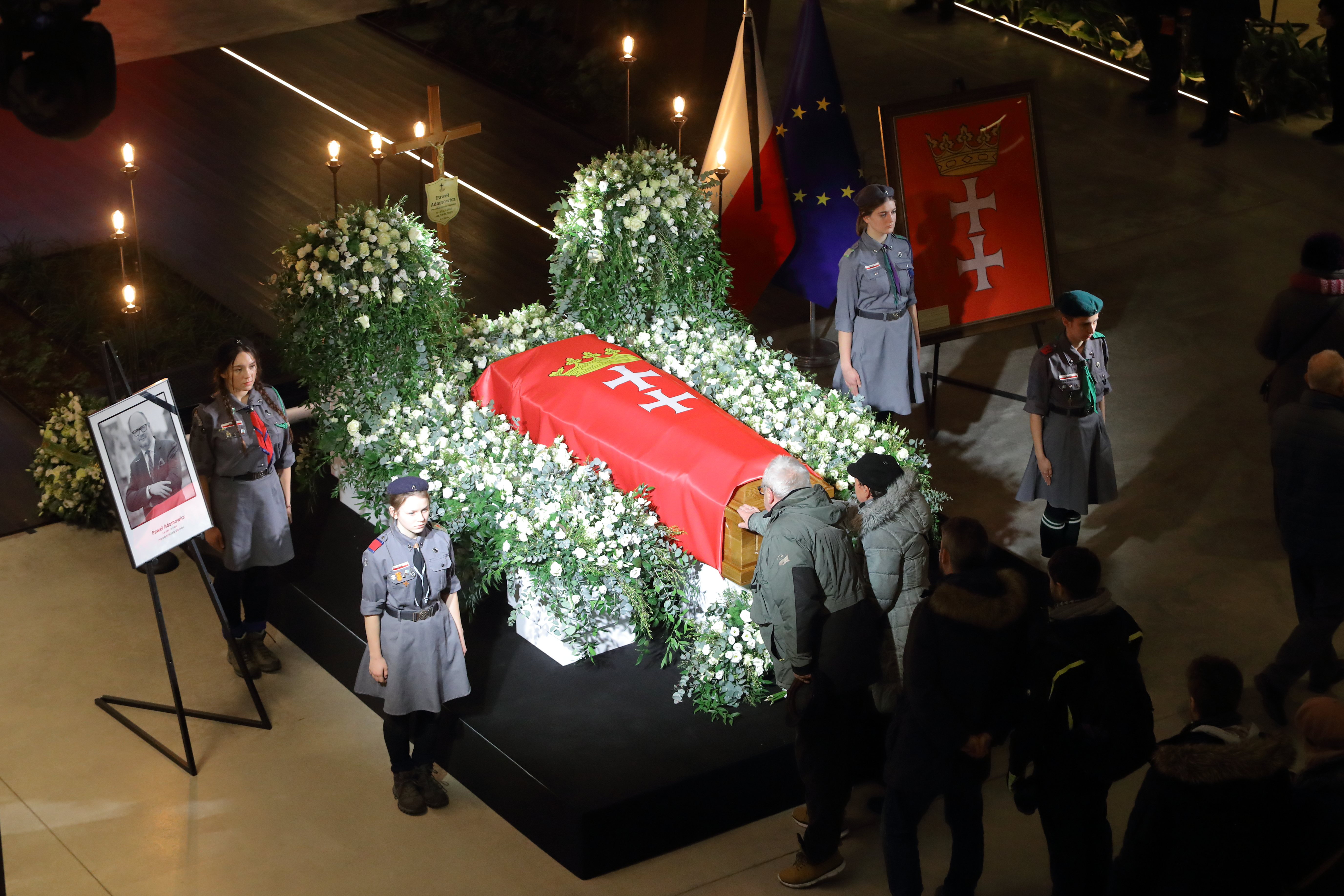
Aufbahrung im Europäischen Zentrum der Solidarność

Am 13. Januar 2019 wurde auf Adamowicz während der regionalen Abschlussveranstaltung des Großen Orchesters der Weihnachtshilfe (Wielka Orkiestra Świątecznej Pomocy) ein Messerattentat verübt, an dessen Folgen er am Tag darauf starb. Der Täter hatte wegen mehrerer Banküberfälle mehr als fünf Jahre lang in Haft gesessen und litt nach Medienangaben zunehmend an psychischen Problemen. Er machte die Bürgerplattform, der Adamowicz seit 2015 nicht mehr angehört hatte, für seine Haftstrafe verantwortlich. Nach Adamowicz’ Tod gab es in Polen landesweit spontane Demonstrationen gegen Hass und Gewalt. Der Trauergottesdienst, geleitet vom Posener Erzbischof Stanisław Gądecki fand in der Marienkirche in Danzig statt. Insgesamt nahmen etwa 45.000 Menschen an der Verabschiedung teil, unter ihnen der Präsident des Europäischen Rates, Donald Tusk, der polnische Präsident Andrzej Duda, die ehemaligen Präsidenten Lech Wałęsa, Aleksander Kwaśniewski und Bronisław Komorowski sowie Jerzy Owsiak, Jerzy Buzek, Marek Belka und Ewa Kopacz. Nach seinem Tod kritisierten Kommentatoren, dass der von der Regierungspartei PiS kontrollierte staatliche Fernsehkanal TVP gezielt Kampagnen gegen Adamowicz geführt und damit die aufgeheizte Stimmung für ein mögliches Attentat geschürt habe.
Die Hansestadt Danzig ist seit 1976 in einer Städtepartnerschaft mit der Freien Hansestadt Bremen verbunden, wo Paweł Adamowicz immer wieder zu Gast war. Nach seinem Tod legte die Bremer Bürgerschaft ein Kondolenzbuch aus und an allen öffentlichen Gebäuden wurde halbmast geflaggt.

## Familie
Adamowicz war mit Magdalena Adamowicz verheiratet, einer Juraprofessorin an der Universität Danzig. Aus der Ehe gingen zwei Töchter (* 2003 und 2010) hervor.

## Auszeichnungen
- Päpstliches Ehrenzeichen Pro Ecclesia et Pontifice (2001)
- Verdienstkreuz der Republik Polen in Silber (2003)[14]
- Niezawodny Przyjaciel (Zuverlässiger Freund), die höchste Auszeichnung des polnischen Pfadfinderverbandes Związek Harcerstwa Polskiego für ein Nichtmitglied (2003)[15]
- Medal of Merit des Lions Club International (2005)
- Gloria-Artis-Medaille für kulturelle Verdienste in Silber (Polen, 2005)[16]
- Ritterkreuz des Orden Polonia Restituta (Polen, 2010)[17]
- Ritter der Ehrenlegion (Frankreich, 2012)[18]
- Kommandeur des Zivilverdienstordens (Spanien, 2013)
- Kommandeurskreuz des Orden des Marienland-Kreuzes (Estland, 2014)[19]
- Kreuz der Freiheit und der Solidarität (Krzyż Wolności i Solidarności, Polen, 2014)[13]
- Jan-Karski-Orden (Nagroda Orła Jana Karskiego, postum, Polen 2019)[20]